# Progress MS-24
Progress MS-24 (rusky: Прогресс МC-24, identifikace NASA: Progress 85P) byla ruská nákladní kosmická loď řady Progress postavená společnosti RKK Energija a provozovaná agenturou Roskosmos za účelem zásobování Mezinárodní vesmírné stanice (ISS). Ke své misi odstartovala 23. srpna 2023, let skončil 13. února 2024.

## Loď Progress MS

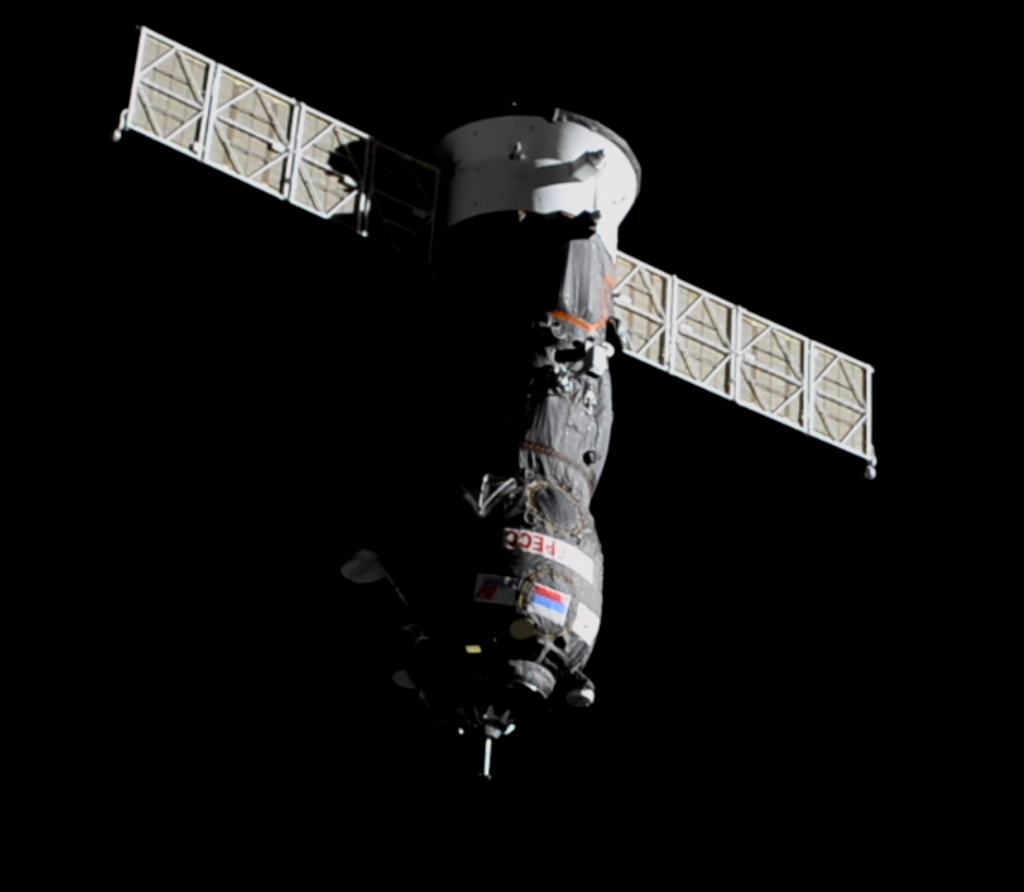
Progress MS-16 při příletu k ISS.

Progress MS je celkem pátá varianta automatické nákladní kosmické lodi Progress používané od roku 1978 k zásobování sovětských a ruských vesmírných stanic Saljut a Mir a od roku 2000 také Mezinárodní vesmírné stanice (ISS). První let této varianty s označením Progress MS-01 odstartoval 21. prosince 2015. Celková délka lodi dosahuje 7,2 metru, maximální průměr 2,72 metru, rozpětí dvou solárních panelů 10,6 metru. Startovní hmotnost je až 7 300 kg, z toho užitečné zatížení může dosáhnout až 2 600 kg.
Varianta MS zachovává základní koncepci vytvořenou už pro první Progressy. Skládá se ze tří sekcí – nákladní (pro suchý náklad a vodu), pro tankovací komponenty (na kapalná paliva a plyny) a přístrojové. Varianta je oproti předchozí verzi M-M doplněna o záložní systém elektromotorů pro dokovací a těsnicí mechanismus, vylepšenou ochranu proti mikrometeoroidům a zásadně modernizované spojovací, telemetrické a navigační systémy včetně využití satelitního navigačního systému Glonnas a nového – digitálního – přibližovacího systému Kurs NA. Od lodi MS-03 pak Progressy obsahují také nový vnější oddíl, který umožňuje umístění čtyř vypouštěcích kontejnerů pro celkem až 24 CubeSatů.

## Průběh mise

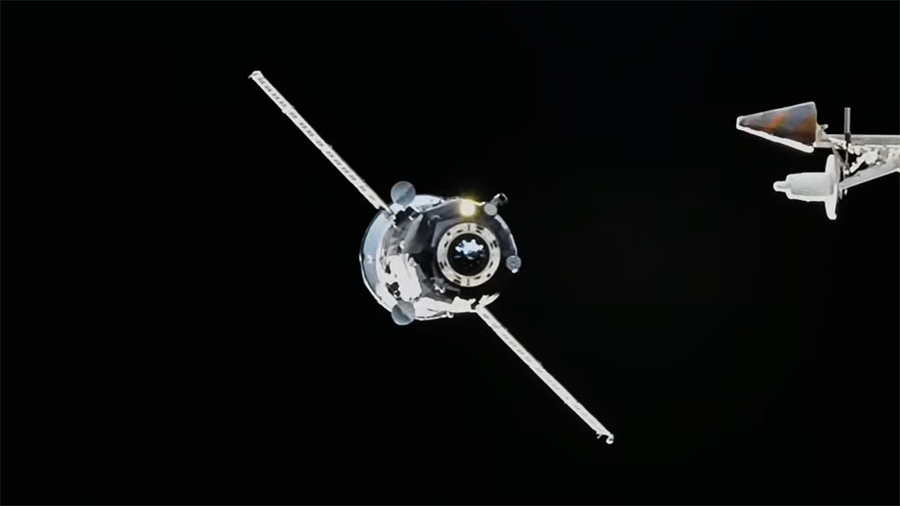
Progress MS-24 (85P) při příletu k ISS 25. srpna 2023

Start standardního letního zásobovacího letu se podle plánu uskutečnil 23. srpna 2023 v 01:08:10 UTC z kosmodromu Bajkonur na špičce rakety Sojuz 2.1a. Celkem 177. kosmická loď typu Progress s výrobním číslem 454 se 25. srpna v 03:45:18 UTC automaticky připojila k zadnímu portu modulu Zvezda, tedy na záď celé Mezinárodní vesmírné stanice, kde během půl roku zajistila 8 nezbytných manévrů pro zvýšení dráhy stanice včetně jednoho úhybného manévru před kosmickým smetím.  
Loď se od ISS odpojila podle plánu 13. února 2024 v 02:09:30 UTC a po brzdícím zážehu zahájeném v 05:16:51 UCT vstoupila zhruba v 05:46 UTC do horních vrstev atmosféry, kde zanikla. Případné nespálené zbytky dopadly kolem 05:55 UTC do obvyklé oblasti jižního Tichého oceánu.
Pozici a úkoly lodi na ISS o 4 dny později zaujme nákladní loď Progress MS-26. 

## Náklad
Kosmická loď dopravila na ISS zhruba 2 495 kg nákladu, který tvořilo:
- palivo pro motory stanice (500 kg),
- pitná voda (420 kg),
- dusík (40 kg),
- ostatní náklad pro posádku a systémy stanice (1 535 kg).

Do ostatního nákladu patří zejména náhradní a modernizační díly pro systémy ruského segmentu ISS, nářadí pro opravy, lékařské vybavení, hygienické potřeby, potraviny, náklad pro posádku (pošta, osobní předměty apod.) a vědecké vybavení (vědecká zařízení a materiál pro celkem 16 experimentů a výzkumů).